# 스즈카시
스즈카시(일본어: 鈴鹿市)은 일본 미에현 북부에 있는 시이다.
일본서기에 시내의 지명 유래 전설이 등장하고 나라 시대에 이세국의 국부가 놓이는 등 긴 역사를 가지고 있다. 2차 대전 중에는 스즈카 해군 공창이 세워져 공업 도시로 다시 태어났다. 이전에는 아사히 화성이나 가네보 등 섬유 산업이 번성하였다. 또 혼다의 스즈카 제작소가 있어 이와 관련된 자동차 부품 공장 등도 많이 볼 수 있다.
F1 일본 그랑프리가 열리는 스즈카 서킷의 소재지로 유명하다.

## 지리
미에현 북부에 위치한다. 동쪽은 이세만과 접하고 서쪽은 스즈카 산맥까지 뻗어 있다.
일찍이 시가지는 옛 성시(조카마치)인 간베(긴테쓰 스즈카시역 앞), 어항인 시라코, 일본군의 비행장이 있던 히라타 등 세 곳으로 분산되어 있었지만, 점차 중앙도로를 따라서 상업 시설을 중심으로 개발이 진행되어 사이조나 쇼노하야마도 발전하고 있다.

### 인접한 자치체
- 미에현
  - 가메야마시
  - 쓰시
  - 욧카이치시
- 시가현
  - 고카시

## 역사
아스카 시대부터 동쪽으로 통하는 교통의 요지였고 에도 시대에는 간베가 성시로, 도카이도의 이시야쿠시주쿠와 쇼노주쿠의 역참 마을로, 시라코가 항구도시 및 이세 참궁 가도의 역참 마을로 번창했다. 현재의 스즈카시 영역에는 간베번, 이세 가메야마번 기슈번, 이세 사이조번 등 여러 번이 혼재했다. 전쟁 전부터 전시 중의 공창 건설로 시정촌 광역 합병을 진행해 성립되었다.
- 1942년 12월 1일 - 스즈카군 고촌, 쇼촌, 타카쓰세촌, 마키타촌, 이시야쿠시촌, 가와케군 시로코정, 간베정, 이노촌, 이이노촌, 가와노촌, 이치노미야촌, 미타촌, 다마가키촌, 와카마쓰촌이 합병해 스즈카시가 성립하였다.
- 1954년 8월 11일 - 와케군 사카에촌, 아마나촌, 아이카와촌을 편입하였다.
- 1962년 9월 - 스즈카 서킷이 개장하였다.
- 1967년 4월 1일 - 스즈카군 스즈카촌을 편입하였다.
- 1986년 1월 1일 - 시민헌장이 제정되었다.
- 2006년 3월 - 인구가 20만 명을 돌파하였다.
- 2007년 4월 15일 - 오전 12시 19분에 미에현 중부 지진이 발생하였다.

## 교통

### 도로
- 히가시메이한 자동차도(일본어판)
- 국도 1호선
- 국도 23호선
- 국도 25호선
- 국도 제306호선 (일본)(일본어판)

### 철도
- 긴키 닛폰 철도
  - 나고야선
    - (← 욧카이치시 구스역) - 나고노우라역 - 미다역 - 이세와카마쓰역 - 지요자키역 - 시로코역 - 쓰즈미가우라역 - 이소야마역 - (쓰시 지사토역 →)

  - 스즈카선
    - 이세와카마쓰역 - 야나기역 - 스즈카시역 - 밋카이치역 - 히라타초역
- 도카이 여객철도
  - 간사이 본선
    - (← 욧카이치시 가와라다역) - 가와노역 - 가사도역 - (가메야마시 이다가와역 →)
- 이세 철도(일본어판)
  - 이세선
    - (← 욧카이치시 가와라다역) - 스즈카역(일본어판) - 다마가키역(일본어판) - 스즈카서킷이노우역(일본어판) - 도쿠다역 - 나가세고역(일본어판) - (쓰시 이세우에노역(일본어판) →)

## 인구
| 연도 | 인구    | ±%     |
| ---- | ------- | ------ |
| 1960 | 96,822  | —      |
| 1970 | 121,185 | +25.2% |
| 1980 | 156,250 | +28.9% |
| 1990 | 174,105 | +11.4% |
| 2000 | 186,151 | +6.9%  |
| 2010 | 199,184 | +7.0%  |

## 시설
- 스즈카 서킷